# Anatol Selecki
Anatol Selecki (ur. 30 listopada 1914 w Jeziorach, zm. 24 lipca 2002 w Warszawie) – polski uczony, specjalista w zakresie inżynierii chemicznej, profesor zwyczajny doktor habilitowany Wydziału Inżynierii Chemicznej i Procesowej Politechniki Warszawskiej.

## Życiorys
Urodził się w rodzinie Mariana i Marii Seleckich. Od 1932 do 1938 należał do Komunistycznego Związku Młodzieży Zachodniej Białorusi. W 1938 ukończył studia na Wydziale Chemii Uniwersytetu im. Stefana Batorego w Wilnie, a następnie rozpoczął przewód doktorski w Katedrze Chemii Fizycznej Politechniki Warszawskiej.
Po wybuchu II wojny światowej przedostał się na ZSRR, gdzie od 1943 pracował w przemyśle chemicznym. W 1943 wstąpił, jako oficer polityczny, do Polskich Sił Zbrojnych w ZSRR i razem z Wojskiem Polskim przeszedł szlak bojowy walcząc w operacji wareckiej, praskiej i warszawskiej. Brał udział w zdobyciu Wału Pomorskiego, a następnie w walkach o Kołobrzeg i Berlin.
Po zakończeniu wojny powrócił do Warszawy i do 1950 pracował w administracji przemysłowej. Od 1950 przez dwa lata kierował Instytutem Technologii Krzemianów, a następnie był doktorantem i adiunktem w Katedrze Inżynierii Chemicznej. W 1956 obronił doktorat, rok później został docentem w Katedrze Chemii Jądrowej Uniwersytetu Warszawskiego. W 1960 habilitował się, w 1962 powrócił na Politechnikę Warszawską, gdzie powierzono mu stanowisko kierownika Katedry Jądrowej Inżynierii Chemicznej. W 1970 został kierownikiem Studium Doktoranckiego, od 1975 kierował Zakładem Procesów Podstawowych. W 1976 został profesorem nadzwyczajnym, w 1983 profesorem zwyczajnym.
Od 1945 należał do Polskiej Partii Robotniczej, a następnie do Polskiej Zjednoczonej Partii Robotniczej. Od 1953 do 1954 sprawował funkcję I sekretarza Komitetu Uczelnianego PZPR na Politechnice Warszawskiej.
Był mężem Marii z Kenigów (1921–1998), córki Mariana Mieczysława.
Zmarł w Warszawie, pochowany na cmentarzu Wojskowym na Powązkach (kwatera B2-13-13).

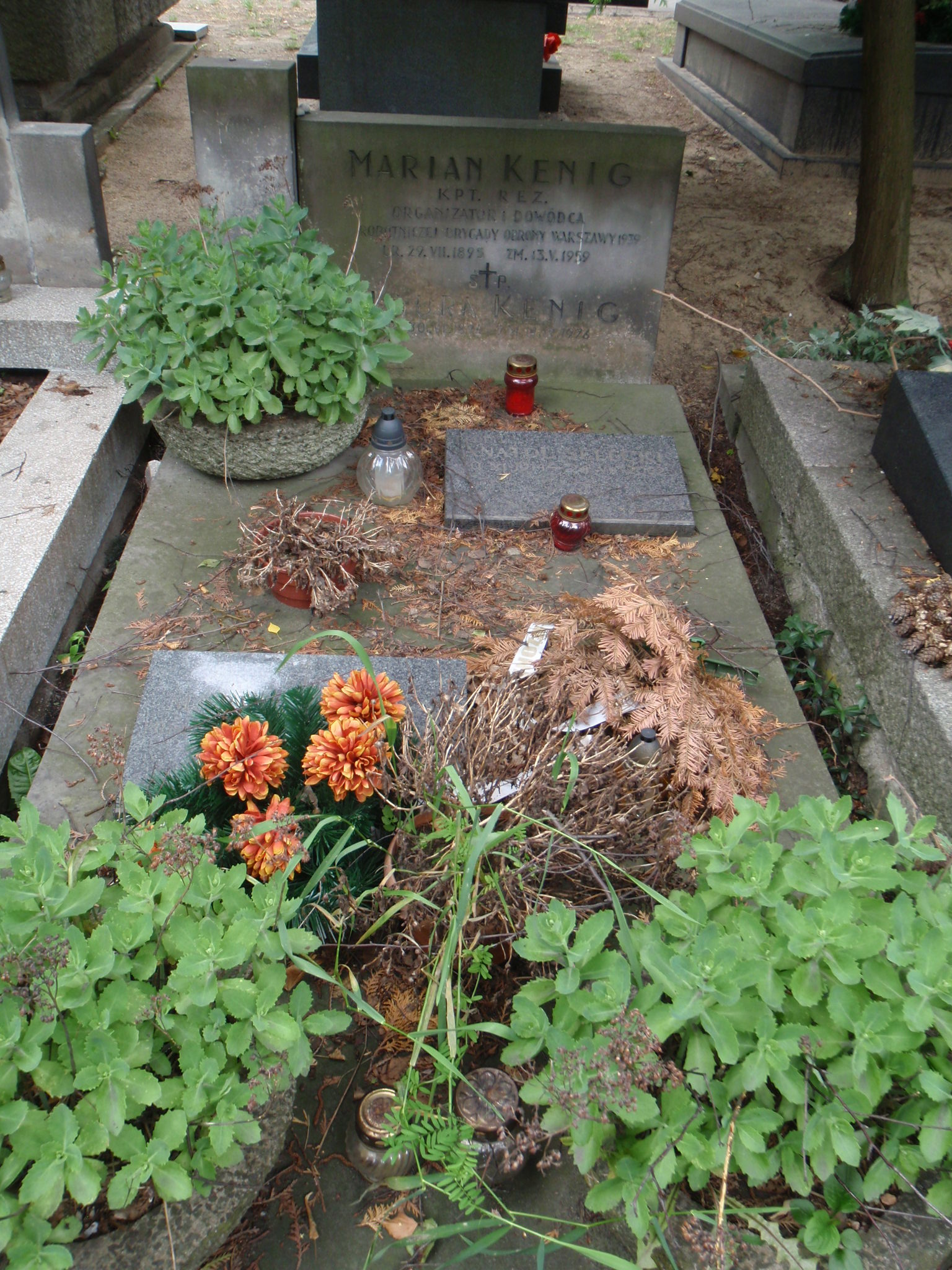
Grób Mariana Keniga i Anatola Seleckiego na cmentarzu Wojskowym na Powązkach w Warszawie

## Działalność naukowa
Anatol Selecki prowadził badania nad rozdzielaniem mieszanin o zbliżonych właściwościach fizyczno-chemicznych składników, opracował metodę wzbogacania ciężkiej wody metodą wielodziałowej destylacji. Był autorem prac z zakresu diagnostyki procesów przemysłowych przebiegających w naturalnej skali metodą znaczników promieniotwórczych oraz prac dotyczących technik ochrony środowiska. Opublikował ok. 110 prac z zakresu procesowej inżynierii chemicznej oraz cztery książki. 

## Ordery i odznaczenia
- Krzyż Komandorski Orderu Odrodzenia Polski
- Krzyż Kawalerski Orderu Odrodzenia Polski
- Krzyż Walecznych
- Medal 10-lecia Polski Ludowej (19 stycznia 1955)[5]
- Medal Komisji Edukacji Narodowej
- Odznaka tytułu honorowego „Zasłużony Nauczyciel Polskiej Rzeczypospolitej Ludowej”

## Nagrody i odznaczenia
- Nagrody Wydziału Nauk Technicznych PAN
- Nagrody resortowe II stopnia
- Nagroda Państwowej Rady ds. Pokojowego Wykorzystania Energii Jądrowej